# Dirt cone

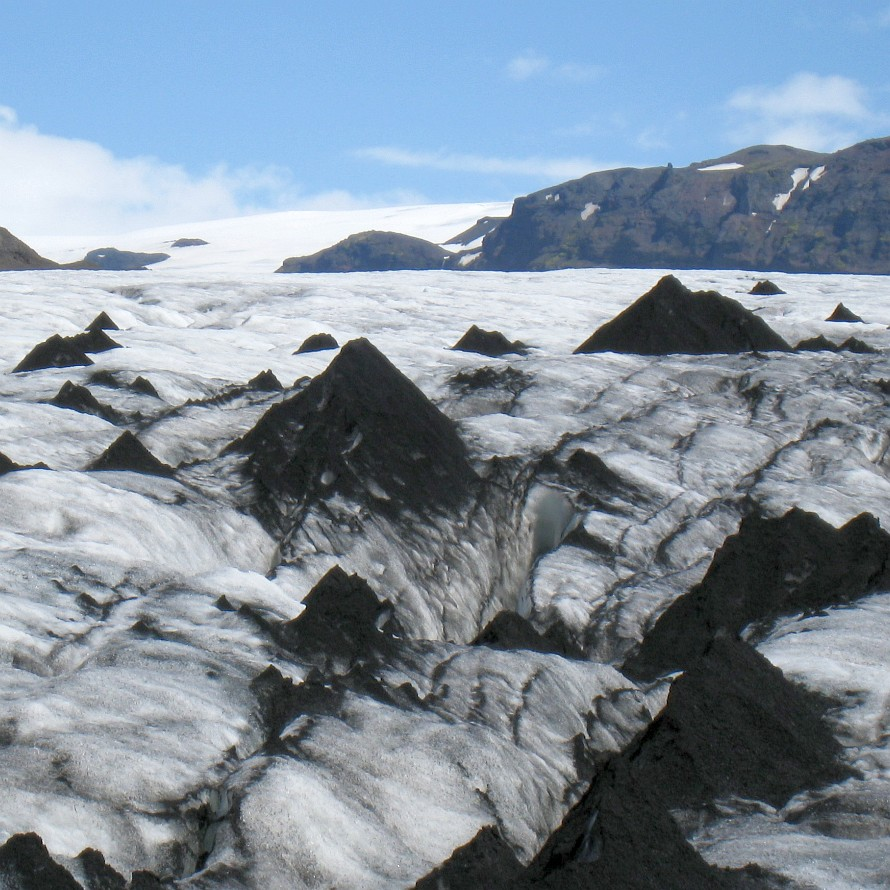
Grandes cones de terra em Sólheimajökull, Islândia

Um dirt cone é um tipo de feição glacial deposicional. Os dirt cones não são de fato feitos inteiramente de sujeira como o nome sugere. Eles possuem um núcleo de gelo, neve ou firn que fica coberto com material e isolado termicamente. O material, se for espesso o suficiente, protegerá o núcleo subjacente da ablação. A espessura do material necessária para isolar o núcleo é chamada de “espessura crítica”. Se o material for menos espesso do que tal espessura crítica, ele realmente acelerará a erosão do núcleo por meio da ablação. Tal fenômeno é conhecido por “ablação indireta”. Com isso, o cone então começaria a derreter e encolher.

## Formação

Formação de dirt cones em geleiras

Os dirt cones começam a se formar em uma fenda ou cavidade. Sujeira, poeira ou depósito de material de uma morena eventualmente cairá nas fendas da geleira e se acumulará com o tempo. Ao mesmo tempo, a geleira circundante abaixa por ablação até que a fenda fique cheia de sujeira e seja exposta, e o material acumulado comece a se espalhar para fora do topo da geleira. O restante da geleira continua a baixar à medida que o monte de material cresce cada vez mais alto. Qualquer gelo, neve ou firn preso sob a camada de material será isolado e protegido da erosão. Esta acumulação começa a obter um formato cônico à medida que os lados se inclinam para um ângulo instável. Então, o material cai e protege as laterais. Quanto mais material é adicionado ao topo, mais isolado o núcleo se torna. Com o passar do tempo, torna-se um cone com uma camada de material por fora e um núcleo de gelo, neve ou firn por dentro. Por conta disso, o material no topo do cone é geralmente mais espesso que o material nas laterais do cone de sujeira.
Dirt cones também podem ser encontrados em "manchas de neve" (acúmulo de neve ou firn que fica na superfície por mais tempo do que outra cobertura de neve sazonal). Muitas "manchas de neve" contêm uma certa quantidade de detritos, trazidas pelo vento. Normalmente, trata-se de areia granulada ou material orgânico. A areia é bastante porosa, o que a torna um mau condutor de calor. Durante ventos extremos, esta areia ou matéria orgânica é transportada para a "mancha de neve". A neve sob a areia porosa é protegida do calor e não é exposta a erosão. A neve não protegida por uma camada de areia ou matéria orgânica começa a erodir por ablação. As áreas protegidas acumulam mais areia e acabam por assumir uma forma cônica característica. O núcleo de neve é protegido da ablação enquanto a "mancha de neve" ao redor continua a derreter. Essa é outra maneira pela qual os dirt cones podem se formar.

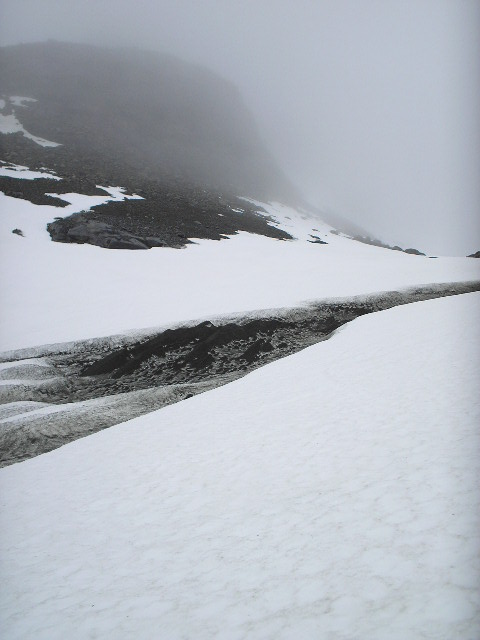
Pequenos dirt cones perto da geleira Kårsa em Kårsavagge, Suécia

Mesmo áreas com uma carga de detritos muito pequena, como a Antártica, podem ter cones de terra. Os cones de terra na Antártida são formados a partir do material do depósito de moreias deixado para trás quando uma geleira recua . O material que compõe esses cones pode ser classificado ou não. O material de moreia classificado é classificado por água. A classificação refere-se ao tamanho do material. Material bem classificado é todo do mesmo tamanho. O material não classificado consiste em todos os tamanhos diferentes. Por exemplo, existem partículas granuladas menores, como agregados de argila, ao lado de pedregulhos e cascalho. Tanto o material de moraina classificado como não classificado é usado na Antártica para fazer cones de terra. Anteriormente, não se pensava que os cones de terra fossem formados na Antártida. 
Alguns cones têm apenas alguns centímetros de altura, enquanto outros podem ter até 30 metros de altura. Os dirt cones maiores geralmente são cones múltiplos que se fundiram (derreteram). À medida que uma camada de gelo ou geleira derrete e recua, os cones na superfície são reunidos e eventualmente se fundem. Isso fortalece o núcleo de gelo e cria uma camada mais espessa de material do lado de fora para proteger o núcleo endurecido da erosão. Eles podem se desenvolver em uma estação de inverno ou podem ser o produto de várias estações. Às vezes, eles se formam como um único cone ou como vários cones em uma crista em depósitos de moreias. Geralmente, há muitos cones em uma geleira, mancha de neve ou manto de gelo. Eles podem ser semelhantes em tamanho e material.
Os dirt cones são encontrados em todo o mundo, tanto nas regiões árticas quanto nas temperadas. Eles não estão limitados a uma região geográfica. Eles foram vistos na Islândia, Alasca, Antártica, no Himalaia, Noruega, Canadá e Groenlândia. Muitos desses cones foram estudados e pesquisados para entender melhor sua dinâmica. Tudo o que eles precisam para se formar são detritos de algum tipo e gelo.